# 凯斯特尔茨
凯斯特尔茨，是匈牙利科马罗姆-埃斯泰尔戈姆州所辖的一个村。总面积22.00平方公里，总人口2659，人口密度120.9人/平方公里（2011年1月1日）。